# Miroslav Hajn (konstruktér)

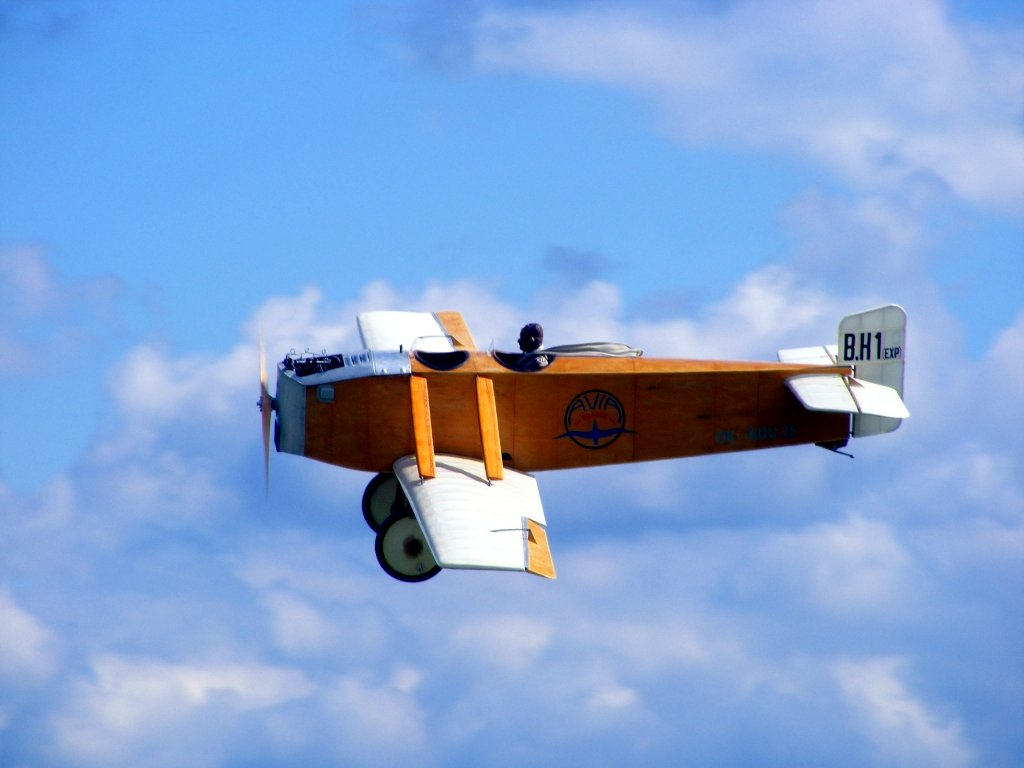
Replika letounu Avia BH-1

Miroslav Hajn (21. září 1894 Žamberk – 6. září 1963 Praha) byl letecký konstruktér a profesor katedry přesné mechaniky na ČVUT v Praze. Byl hlavním konstruktérem ČKD-Praga, jedné z největších strojírenských společností v Československu.

## Život
Skupina studentů pražské techniky okolo Pavla Beneše, Miroslava Hajna a Antonína Husníka v roce 1913 iniciovala vznik Českého aviatického klubu, pozdějšího Aeroklubu republiky Československé. Miroslav Hajn byl potom mnoho let členem jeho předsednictva. Miroslav Hajn byl v roce 1919 spolu s Pavlem Benešem zakladatelem a hlavním konstruktérem firmy Avia. Oba začali opravovat letadla v dílně starého cukrovaru. O rok později spolu navrhli první dvousedadlové letadlo Avia BH-1. Mezi roky 1923 a 1925 vyvinuli jednoplošníky Avia BH-7, BH-9 a BH-11 a odstartovali éru stíhacích dvouplošníků. Dvousedadlový jednoplošník Avia BH-11 vyhrál cenu Coppa d'Italia, stíhací letoun Avia BH-21 byl licenčně vyráběn v Belgii.
V roce 1930 Hajn a Beneš přišli do leteckého oddělení Praga v ČKD. První jimi navržené letadlo byla v roce 1931 Praga E-39. Za II. světové války byl konstruktérem ve firmě Mráz v Chocni. Tajně provedl výpočty pro sportovně-turistické letadlo Mráz M-1 Sokol, jehož hl. konstruktérem byl ing. Zdeněk Rublič. Letoun s motorem Walter Minor 4-III o výkonu 77 kW a s dvoulistou dřevěnou vrtulí se začal vyrábět hned po válce (1946) a zaznamenal velký technický i obchodní úspěch.

## Pedagogická činnost
21. března 1946 promoval jako doktor technických věd. V březnu 1948 se stal profesorem stavby letadel na ČVUT a vedl Ústav stavby letadel na Fakultě strojního a elektrotechnického inženýrství. Když byla výuka v leteckém oboru převedena do Brna, ing. Hajn zůstal v Praze a přešel do nově založeného oboru Jemná mechanika a optika.
Jeho zálibou bylo vylepšování motocyklů. Konstruoval měřící a zkušební přístroje pro letectví. Doma si postavil přesné hodiny s invarovým kyvadlem a kompenzací okolní atmosféry. Přednášel na vysoké škole a psal skripta. Ve volném čase dokumentoval ptáky: „celý život ho zajímalo, jak je možné, že plachtí mnohem lépe než nejdokonalejší letadla“.

## Hajnova vila

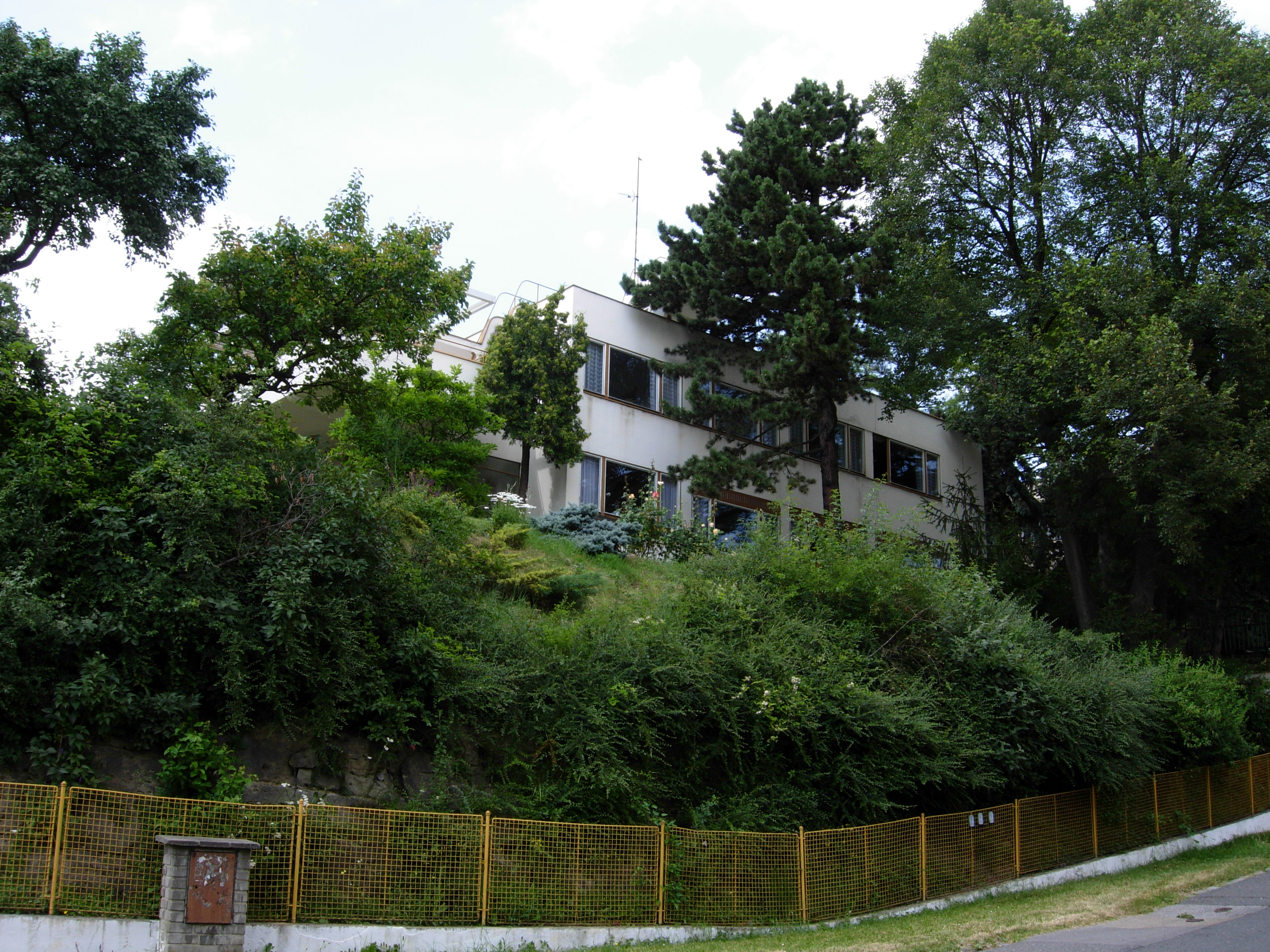
Hajnova vila

S manželkou Josefou bydleli ve vile navržené architektem Ladislavem Žákem, postavené v letech 1932 až 1933 (Praha 9 – Vysočany, Na Vysočanských vinicích 31). Podobné rodinné domy vystavěl arch. Ladislav Žák ve 30. letech ve výstavní kolonii na Babě a i zde věnoval velkou péči řešení zahrady. Funkcionalistický rodinný dům byl postaven ve svažitém terénu, s pásy průběžných oken v jižním průčelí, předsunutou terasou a elegantním můstkem na rovné střeše, který připomíná zaoceánský parník. Interiéry domu byly vybaveny nábytkem od Ladislava Žáka, které navrhoval spolu s textilním výtvarníkem Antonínem Kybalem. Svítidla navrhl Miroslav Prokop. Vila není přístupná. Manželé Hajnovi děti neměli, vila byla po smrti ing. Hajna prodána roku 1964.